# Дрводеља
Дрводеља је насељено место града Лесковца у Јабланичком округу. Према попису из 2022. било је 187 становника.

## Етимологија
Простор на коме се налази село Дрводеља у прошлости је био под шумом. Онај забран-забел, који је 1395. године кнегиња Милица са синовима Стефаном и Вуком даровала руском манастиру у Св. Гори - св. Пантелејмонu, „и међа забелу тому до реке Сушице и до радонинске међе", захватао је добар део атара данашњег села Дрводеље. И ту, у томе мору шуме, радиле су некада дрводеље, чије су колибе на радилишту, временом, прерасле у стално људско насеље, које је добило име по њима - дрводељама. Тако је постало име овог села.

## Географија

### Положај
Село Дрводеља заселило се у долини реке Сушице, два километра низводно од села Славујевца а 14 килолметара од Лесковца. Код овог села се река Сушица потпуно ослободила ридова, и својим меандрама начинила лучне терасе. Са северозападне стране се rотово више не јављају брегови, већ је земљиште благо нагнуто у правцу југа и југоистока. Само са јужне и југоисточне стране оштрије се дижу брежуљци, а у њиховом подножју усекло се корито Сушице.

### Хидрографија
Дрводеља се налази у највећем делу на десној обали Сушице. Становништво овог села копа бунаре у својим двориштима из којих захвата воду за све потребе домаћинства.

### Земља
Атар села Дрводеље заквата простор од 409 хектара, од чега пада на обрадиву земљу 154 хектара, под шумом је 182 хектара, а под ливадама 31 хектар. Земљиште носи ове називе: њиве: Каменити пут, Прогон, Дуњчики, Горње поље, Ограђе, Црната долина, Росуља, Смрчје, Витлиште, Тераниште(***), Дрењар, Горки. Шулте: Китице, Станкова долина, Голема арница, Лис арница, Широке арнице, Средње арнице ), Под каменити пут. Виногради (2 ара): Рид. Пада у очи велики број локалитета арница, са којима се срећемо и у зони планине.

## Историја
Свакако да се село Дрводеља заселило после 14. века. Јер да га је било у овом веку, наведени документ кнегиње Милице и њених синова Стефана и Вука обележио би границе забелу датом св. Пантелејмону ако не до села Дрводеље, оно бар до међа овог села. Као и Игриште и Славујевце, и село Дрводеља је новије сеоско насеље у односу на веома стара насеља у равном делу Поречја.
Када су Арбанаси почели да насељавају северисточне падине Гољака и Пољаницу, њихов вал је дошао до међа атара села Дрводеље, али се они као насељеници нису у ово село спустали. Само је село Дрводељу себи потчинио сакати Арбанас Ибраим, из Игришта, али је у селу било људи који су сачували личну слободу, какав је био Трајко Настић.
Хан помиње Дрводељу под именом Дрводеље и навади да је она 1858. године имала 12 кућа, а Милан Ђ. Милићевић је забележио да је после ослобођења од Турака она имала 16 пореских глава.
После ослобођења, као потчињено село, плаћало је аграрни дуг.

## Демографија
У насељу Дрводеља живи 204 пунолетна становника, а просечна старост становништва износи 42,0 година (41,6 код мушкараца и 42,3 код жена). У насељу има 63 домаћинства, а просечан број чланова по домаћинству је 3,89.
Ово насеље је великим делом насељено Србима (према попису из 2002. године), а у последња три пописа, примећен је пад у броју становника.
|             | \| Демографија[2] \| Демографија[2] \| Демографија[2] \| \| Година \| Становника \| Становника \| \| -------------- \| -------------- \| -------------- \| \| 1948. \| 288 \| \| \| 1953. \| 315 \| \| \| 1961. \| 346 \| \| \| 1971. \| 316 \| \| \| 1981. \| 294 \| \| \| 1991. \| 287 \| 286 \| \| 2002. \| 245 \| 249 \| \| 2011. \| 216 \| \| \| 2022. \| 187 \| \| |            |
| Демографија | |            |
| Година      | Становника | Становника |
| 1948.       | 288 |            |
| 1953.       | 315 |            |
| 1961.       | 346 |            |
| 1971.       | 316 |            |
| 1981.       | 294 |            |
| 1991.       | 287 | 286        |
| 2002.       | 245 | 249        |
| 2011.       | 216 |            |
| 2022.       | 187 |            |

| Етнички састав према попису из 2002.‍ | Етнички састав према попису из 2002.‍ | Етнички састав према попису из 2002.‍ | Етнички састав према попису из 2002.‍ | Етнички састав према попису из 2002.‍ |
| ------------------------------------ | ------------------------------------ | ------------------------------------ | ------------------------------------ | ------------------------------------ |
|                                      |                                      |                                      |                                      |                                      |
| Срби                                 | Срби                                 |                                      | 243                                  | 99,18%                               |
| Мађари                               | Мађари                               |                                      | 1                                    | 0,40%                                |
| Македонци                            | Македонци                            |                                      | 1                                    | 0,40%                                |
| непознато                            | непознато                            |                                      | 0                                    | 0,0%                                 |

| Година пописа     | 1948. | 1953. | 1961. | 1971. | 1981. | 1991. | 2002. |
| ----------------- | ----- | ----- | ----- | ----- | ----- | ----- | ----- |
| Број домаћинстава | 41    | 46    | 61    | 60    | 61    | 65    | 63    |

| Број чланова      | 1 | 2  | 3  | 4  | 5 | 6 | 7 | 8 | 9 | 10 и више | Просек |
| ----------------- | - | -- | -- | -- | - | - | - | - | - | --------- | ------ |
| Број домаћинстава | 4 | 15 | 10 | 14 | 6 | 8 | 3 | 2 | 0 | 1         | 3,89   |

| Пол    | Укупно | Неожењен/Неудата | Ожењен/Удата | Удовац/Удовица | Разведен/Разведена | Непознато |
| ------ | ------ | ---------------- | ------------ | -------------- | ------------------ | --------- |
| Мушки  | 108    | 22               | 76           | 10             | 0                  | 0         |
| Женски | 104    | 9                | 78           | 16             | 1                  | 0         |
| УКУПНО | 212    | 31               | 154          | 26             | 1                  | 0         |

| Пол    | Укупно                    | Пољопривреда, лов и шумарство | Рибарство                            | Вађење руде и камена | Прерађивачка индустрија       |
| ------ | ------------------------- | ----------------------------- | ------------------------------------ | -------------------- | ----------------------------- |
| Мушки  | 57                        | 49                            | 0                                    | 0                    | 6                             |
| Женски | 35                        | 33                            | 0                                    | 0                    | 0                             |
| УКУПНО | 92                        | 82                            | 0                                    | 0                    | 6                             |
| Пол    | Производња и снабдевање   | Грађевинарство                | Трговина                             | Хотели и ресторани   | Саобраћај, складиштење и везе |
| Мушки  | 0                         | 0                             | 1                                    | 1                    | 0                             |
| Женски | 0                         | 0                             | 1                                    | 0                    | 0                             |
| УКУПНО | 0                         | 0                             | 2                                    | 1                    | 0                             |
| Пол    | Финансијско посредовање   | Некретнине                    | Државна управа и одбрана             | Образовање           | Здравствени и социјални рад   |
| Мушки  | 0                         | 0                             | 0                                    | 0                    | 0                             |
| Женски | 0                         | 0                             | 0                                    | 0                    | 1                             |
| УКУПНО | 0                         | 0                             | 0                                    | 0                    | 1                             |
| Пол    | Остале услужне активности | Приватна домаћинства          | Екстериторијалне организације и тела | Непознато            | Непознато                     |
| Мушки  | 0                         | 0                             | 0                                    | 0                    | 0                             |
| Женски | 0                         | 0                             | 0                                    | 0                    | 0                             |
| УКУПНО | 0                         | 0                             | 0                                    | 0                    | 0                             |